# 東海大学硬式野球部
東海大学硬式野球部（とうかいだいがくこうしきやきゅうぶ、英: TOKAI University Baseball Team）は、首都大学野球連盟に所属する大学野球チーム。東海大学の学生によって構成されている。

## 創部
1962年野球同好会発足。1964年に部に昇格し、創部年としている。

## 歴史
1964年（昭和39年）創部。当初は東都大学野球連盟に準加盟していたが、他の加盟校・準加盟校に呼びかけて首都大学野球連盟発足を主導した。以来、首都大学野球リーグ戦で76回（2025年春季終了時点）という圧倒的な優勝数を誇り、リーグ発足の中心を担ったことと合わせ「首都の盟主」とも呼ばれる。2025年現在まで、首都大学野球リーグでは常勝チームであり、のみならず大学球界の覇を競う存在として認知されている。
同1964年（昭和39年）秋に初開催されたリーグ戦から6季連続で優勝を果たす。翌1965年（昭和40年）春、前年64年の首都大学野球連盟発足後、連盟代表校として初出場となる第14回全日本大学野球選手権大会2回戦（準々決勝）で、長池徳士ら擁する法政大を4-3で破り勝ち上がってきた中京大を7-2で下したものの、準決勝で優勝した専修大の1年生エース芝池博明に大会初の完全試合を達成されてしまう。翌1966年（昭和41年）、4年松永利朗投手（通算11勝0敗）らを擁し、第15回全日本大学選手権2回戦（準々決勝）で立教大を4-1で下し勝ち上がってきた神奈川大に0-3で敗退。翌1967年（昭和42年）、渡辺孝博（69年卒、通算26勝3敗）と杉山孝夫（69年卒、通算12勝3敗）ら3年生や2年上田次朗（70年卒、通算39勝〈日体大西谷美次が並びリーグ歴代1位〉5敗）らの投手陣を擁して、第16回全日本大学選手権では神奈川大、関西大をそれぞれ2-1で下したものの、準決勝で優勝した中央大に2-8で敗退した。
翌1968年（昭和43年）秋、明治維新百年記念明治神宮野球大会で、東海大4年渡辺孝博や3年上田次朗らの投手陣擁する首都大学選抜が、準決勝で池田善吾投手擁する東都大学野球リーグ選抜、決勝で田淵幸一や星野仙一投手擁する東京六大学野球選抜を下し優勝。東海大学のみならず首都大学野球リーグの名を高めた。
翌1969年（昭和44年）春、第18回全日本大学野球選手権大会では2回戦で明治大を5-4、準決勝で神奈川大を5-0で下し進出した決勝戦で、エース上田次朗を擁して佐藤道郎投手擁する日本大相手に、3年谷口剛が9回表に佐藤から決勝本塁打を放ち3－0で優勝。東京六大学、東都大学、関西大学野球連合（旧関西六大学）以外の加盟校で初優勝を遂げた。翌1970年（昭和45年）秋、記念すべき第1回明治神宮野球大会でも、3年川端理史投手（72年卒、通算21勝5敗）や主将で4年谷口剛に林田俊雄、3年相本和則らの投打を擁して準決勝で2年山口高志投手擁する関西大を完封、決勝で中京大を下し優勝。明治神宮野球大会の初代王者となる。
しかし1970年代に入ると、隔季毎秋間隔でリーグ戦で優勝するものの、秋の明治神宮大会の舞台では予選敗退に終わり、春は明治学院大（70年・74年）、帝京大（71年）、大東文化大（72年）、日本体育大（73年）に優勝をさらわれ、1970年から1974年（昭和49年）まで春の全日本大学野球選手権大会には出場できなかった。その間、1972年（昭和47年）秋の第3回明治神宮野球大会1回戦で中央大の1年生投手田村政雄に大会初のノーヒットノーランを喫する。この時代は、前述の川端や相本のほか垣野多鶴、東海大相模高70夏の甲子園初優勝時の上原広投手や井尻陽久（のち同大学監督。ともに75年卒）、控え捕手だった大八木治（76年卒）らが在籍した。 
1975年（昭和50年）、4年有村謙一（76年卒、通算10勝7敗）や3年吉田恭之（77年卒松下電器、通算20勝5敗）、2年遠藤一彦（78年卒、通算28勝5敗）らの投手陣を擁して69年春以来6年ぶりの春季リーグ優勝を果たすも、続く第24回全日本大学野球選手権大会1回戦で札幌大に敗退（優勝は駒澤大、準優勝は大阪商業大）。同年秋は日体大がリーグ優勝。翌1976年（昭和51年）、4年吉田恭之と3年遠藤一彦両投手らの活躍でリーグ戦春秋連覇。第25回全日本大学野球選手権大会では、東海大は森繁和と大宮龍男の4年生バッテリー擁する駒澤大に敗れていたが、当時採用されていた敗者復活戦で法政大と駒澤大を完封し決勝戦に勝ち上がり、既に法政と駒澤を下し決勝戦に進出していた、後年大洋ホエールズで遠藤と両輪となる4年斉藤明雄投手擁する大阪商大を吉田の完投により2-1で降し、69年の第18回大会以来の優勝を果たした。同年秋、72年以来の出場となる第7回明治神宮野球大会では初戦2回戦で早稲田大に5-8で敗退。翌1977年（昭和52年）、遠藤と林良孝（通算13勝1敗、本田技研鈴鹿）両投手や石井昭男ら4年生の投打を擁して、第26回全日本大学野球選手権大会準決勝で法政を破り勝ち上がってきた愛知工業大を2-0で下し進出した決勝戦で、4年尾藤福繁投手や3年石毛宏典擁する駒大に延長10回の末3-4で惜敗し準優勝。同年秋の第8回明治神宮野球大会では準決勝で駒大を破り、決勝で遠藤らと共に最上級生となる江川卓投手擁する法政と対戦。1年原辰徳が江川から本塁打を放つものの3-5で投げ負けて準優勝に終わった。
翌1978年（昭和53年）3月、東海大創立者松前重義の提唱で、前年77年の全日本大学選手権と明治神宮大会の準優勝校・東海大学野球部と、全米大学選手権優勝校・アリゾナ州立大学野球部が「大学野球太平洋シリーズ アリゾナ州立大学対東海大学」と称し日米親善試合を行い、東海大の0勝4敗1分で終わった。
原辰徳、津末英明、市川和正、村中秀人、赤山正己投手（81年卒、通算12勝5敗）に、彼らの1学年上の木下智裕投手（80年卒、通算17勝0敗）、1学年下の井辺康二投手（82年卒、通算22勝3敗）、青山道雄、伊藤寿文らが在籍した1978年（昭和53年）から1980年（昭和55年）の春までは、毎季のようにリーグ戦で優勝しリーグ戦9連覇までするものの、全国の舞台では大学選手権予選で明治大や早稲田大、神宮大会の準決勝戦で東洋大や名城大の前に敗退し、大学日本一に達することができなかった。加えて1980年秋から翌1981年（昭和56年）まで、白武佳久投手擁する日体大にリーグ戦3連覇を許した
1982年（昭和57年）秋、末木久（通算19勝5敗。プリンスホテル）や高野光（通算23勝1敗）の両3年生投手と3年内田強捕手とのバッテリーで、第13回明治神宮野球大会準決勝で木暮洋投手擁する早稲田大を完封、決勝で川原新治と清川栄治の2枚看板投手擁する大阪商業大を下し、1976年の全日本大学選手権以来の全国優勝を果たした。翌1983年（昭和58年）秋の第14回明治神宮野球大会でも準決勝で小早川毅彦や2年西川佳明投手らを擁する法政大を、決勝で3年河野博文・4年鍋島博（NTT東京）両投手擁する駒澤大を下し大会連覇。一方、全日本大学野球選手権大会では、82年の第31回大会1回戦で東北学院大に土をつけられ、翌83年の第32回大会は準決勝で駒澤大に敗退した。当時の投打には高野の1学年下で活躍した長谷川国利（のち同大学監督、85年卒）がおり、2学年下に関根勝美（通算13勝1敗。朝日生命）と酒井勉（通算1勝1敗）両投手、渡辺伸治捕手、安藤強（巨人2軍ヘッドコーチ、のち同大学監督）、河西隆史（日立製作所。5人とも86年卒）などがいた。
なお、明治神宮大会での連覇（第13回・第14回）は東海大学が初。のちに明治大（第26回・第27回）、新興の東亜大（第34回・第35回）、東洋大（第38回・第39回）が達成する。
高野らが卒業した1984年（昭和59年）は、園川一美投手擁する日体大にリーグ戦春秋連覇を喫する。1985年（昭和60年）の第34回全日本大学野球大学選手権大会では、西川佳明や3年猪俣隆投手擁する法政大に準決勝で敗退。同年秋の第16回明治神宮野球大会では、1回戦で東北福祉大を2×-1、2回戦（準々決勝）で優勝した1年志村亮投手擁する慶応大に6-7（延長13回）で惜敗。1986年（昭和61年）秋の明治神宮大会では筑波大が、当時全国大会で常勝街道を走る法大を決勝で下して優勝し話題をさらった。
その頃、荻原満（88年卒、通算28勝5敗）や若林弘泰（89年卒、通算14勝4敗）らの投手陣、佐藤真一、関根毅、東海大浦安高時代「西の清原、東の佐久間」と騒がれた佐久間浩一らが在籍した1980年代半ばから後半にかけた時代以降、リーグ戦では日体大はもとより先述の筑波大や帝京大にも優勝を許し、全国では東北福祉大や近畿大、亜細亜大や青山学院大などの台頭を前にして東海大は後塵を拝する時期が続いた。
1989年（平成元年）9月1日、「モスクワ大学松前記念スタジアム」の竣工式が開催され、松前重義の提唱で日米中ソ4か国学生による国際親善野球大会を実施。東海大学、米マイアミ大学、中国天津体育学院、モスクワ大学が試合をした。この大会は「モスクワ国際学生野球大会」として、2007年（平成19年）まで10回開催された。
1991年、4年足立晃一投手（92年卒・本田技研、通算10勝）や91・93年日米大学野球代表メンバーの2年工藤寿捕手（94年卒、日本通運）らを擁して、第40回全日本大学選手権準々決勝で2年渡辺秀一投手擁する神奈川大に2-15（7回コールド）で敗退。大塚晶文投手（94年卒）らが活躍した翌1992年の全日本大学選手権では準々決勝で前年選手権初優勝を遂げた東北福祉を6-4、準決勝で優勝した鶴田泰と2年河原純一両投手擁する駒沢大に2-6で敗退。同年秋の第23回明治神宮大会では東北福祉を3-1、4年門奈哲寛投手擁する日本大を3-2（延長13回）と下しながら、決勝の慶応大戦では慶大主将印出順彦に延長で本塁打を喫し6-7（延長11回）で敗れ準優勝に留まる。翌1993年の全日本大学選手権準々決勝で流通経済大を4-2、準決勝で初優勝を遂げる小久保裕紀ら青学大の前に2-3で敗退。翌1994年の第25回明治神宮大会準決勝で初出場初優勝を遂げる新興東亜大の前に4-5で敗退した。この1990年代は日体大にリーグ戦2連覇・3連覇を各1回許し、筑波大、城西大、帝京大にもリーグ優勝をさらわれた。森中聖雄投手（通算21勝12敗）と佐竹学らが在籍（共に1993-96年）した期間も含めた1993年（平成5年） - 1998年（平成10年）の12季6年間でのリーグ戦優勝回数は3回を数えるに留まる。
同1998年春、小さな左腕エース長坂秀樹（同年2年時で退部）と稲嶺茂夫（01年卒、通算18勝5敗）ら2年生や3年奥原大寿（通算16勝7敗、日立製作所）らの投手陣、4年相川良太や1年平野恵一らの打撃陣を擁して臨んだ第47回全日本大学選手権は、準々決勝で東北福祉大を、準決勝で亜大を破り勝ち上がってきた河端龍投手擁する龍谷大を下したものの決勝で二岡智宏や宇高伸次投手擁する近畿大に敗れ準優勝。翌1999年（平成11年）、春季リーグ優勝以降からリーグ戦5連覇を達成した。同年秋、1年生ストッパー久保裕也投手（03年卒、通算33勝8敗）らで臨んだ第30回明治神宮野球大会は、準決勝で3年上野裕平・1年多田野数人両投手擁する立教大を下したものの決勝で3年山村路直・1年新垣渚両投手擁する九州共立大に敗れ準優勝。翌2000年（平成12年）秋、2年生エース久保らで臨んだ第31回明治神宮野球大会は、準決勝で三浦貴投手擁する東洋大を下したものの決勝で山本省吾・中村泰広両投手擁する慶応大に敗れ準優勝。翌2001年（平成13年）春、3年生エース久保らを擁して臨んだ第50回全日本大学野球選手権記念大会は、準決勝で3年土居龍太郎投手擁する法政大を下し決勝で館山昌平投手や村田修一擁する日本大に勝利し、4度目の正直で大学日本一を手にした。同年秋のリーグ戦は城西大が優勝した（城西は神宮大会で駒澤大に次ぐ準優勝）。翌2002年（平成14年）春、最上級生となったエース久保や控えの小林正人、3年中嵜良博（通算14勝0敗、JFE東日本）らの投手陣や2年大松尚逸らの打撃陣を擁して、第51回全日本大学選手権2回戦で4年新垣渚投手擁する九州共立大に敗退。同年秋、第33回明治神宮野球大会2回戦で九州国際大に敗退して終わった。
2007年（平成19年）春、第56回全日本大学野球選手権大会決勝に勝ち進み、3年生投手小松崎将司（日立製作所）と4年市川友也のバッテリー、4年加治前竜一や荒波翔、3年岩崎恭平らの投打を擁するも、1年生投手斎藤佑樹擁する早稲田大の前に敗れ準優勝。翌2008年（平成20年）春、第57回全日本大学野球選手権大会決勝では、4年小松崎・1年菅野智之（12年卒、通算37勝4敗）両投手や4年岩崎、2年伊志嶺翔大らの投打を擁するも、4年上野大樹・2年乾真大らの投手陣擁する東洋大に5-7で敗れ準優勝。また、同大会準決勝の明治大戦で0-6とビハインドの5回、東海大が3年近藤恭平（TDK）の逆転2ランや4年横田崇幸（鷺宮製作所）の3ランなど2本塁打を含む10安打5四死球と打者19人の猛攻で1イニング16得点する大会記録で4年江柄子裕樹・岩田慎司や1年野村祐輔ら明大投手陣を打ち込み17-7で圧勝する出来事があった。翌2009年も春秋リーグ戦で優勝。第58回全日本大学野球選手権大会は初戦2回戦で兄弟校の東海大海洋学部に1-3で敗退。同年秋、関東地区代表決定戦に敗れ神宮大会に不出場。翌2010年（平成22年）春、第59回全日本大学野球選手権大会準決勝で3年伊藤隼太や竹内大助と福谷浩司両3年生投手のリレーで臨む慶應大を3年菅野智之 - 2年伏見寅威のバッテリーで5-0で完封、続く決勝で東洋大藤岡貴裕と東海大菅野智之の同期3年両投手の対決も藤岡の前に完封を喫し0-5で敗退し準優勝。同年秋、第41回明治神宮野球大会準決勝で九州産業大を1-0、決勝で4年福井優也・斎藤佑樹らの投手陣擁する早稲田大に1-2で敗れ、またしても準優勝に終わった。菅野らが最上級となった翌2011年春季リーグ戦は日体大が優勝。同年秋、リーグ戦で優勝したものの関東地区代表決定戦に敗れ神宮大会に不出場。
2014年（平成26年）春、第63回全日本大学野球選手権大会では3年吉田侑樹・中川皓太や2年丸山泰資らの投手陣、4年大城卓三や3年渡辺勝・田中俊太らの打撃陣を擁し、準決勝で2年田中正義投手擁する創価大を7-2、決勝で2年生投手濵口遥大擁する神奈川大を2-0で下し優勝。翌2015年（平成27年）秋、第46回明治神宮野球大会準決勝で優勝した亜大に3-4で敗退。
2019年（令和元年）春、第68回全日本大学野球選手権大会準決勝で佛教大に4-6で敗退。同年秋、第50回明治神宮野球大会2回戦で3年牧秀悟らの中央大を7-3で下したものの準決勝で関西大に7-8（延長10回）で敗退した。
2025年（令和7年）春、第74回全日本大学野球選手権大会準々決勝で早稲田大に12-3で8回コールド勝ち（東京六大学に15年ぶりの勝利）したが、準決勝で福井工業大に5-6で敗退した。

## 歴代監督
| 代   | 氏名       | 在任時期            |             |
| ---- | ---------- | ------------------- | ----------- |
| 初代 | 岩田敏     | 1964年秋 - 1971年春 |             |
| 2代  | 後藤昌弘   | 1971年秋            |             |
| 3代  | 太田紘一   | 1972年春 - 1974年秋 |             |
| 4代  | 松下幹夫   | 1975年春 - 1976年秋 |             |
| 5代  | 原貢       | 1977年春 - 1980年秋 |             |
| 6代  | 岩井美樹   | 1981年春 - 1988年春 |             |
| 7代  | 小川茂仁   | 1988年秋 - 1989年秋 |             |
| 8代  | 原貢       | 1990年春 - 1996年秋 |             |
| 9代  | 伊藤栄治   | 1997年春 - 2007年春 |             |
| 10代 | 横井人輝   | 2007年秋 - 2016年秋 |             |
| 11代 | 安藤強     | 2017年春 - 2020年秋 |             |
| 12代 | 井尻陽久   | 2021年春 - 2023年秋 | [ 3 ]       |
| 13代 | 長谷川国利 | 2024年春 -          | [ 4 ] [ 5 ] |

## 本拠地
神奈川県平塚市土屋2223

## 記録
- 首都大学野球1部リーグ 優勝76回（直近の優勝・2025年春季）
- 全日本大学野球選手権大会 優勝4回（1969年、1976年、2001年、2014年）
- 明治神宮野球大会 優勝3回（1970年、1982年、1983年）
- 関東地区大学野球選手権大会 優勝2回（2010年、2015年）

## その他
東海大相模高校は、夏の神奈川大会と甲子園出場時だけ、白地ではなく青地の縦縞で戦う。これは大学と差別化する目的もあったようで、現在は相模に倣い、甲子園出場時に青地を選択する関係校が多い。

## 不祥事
- 2020年10月、湘南キャンパスで部員の大麻関連の不祥事があり、同野球部は無期限の活動停止処分を受けた[7][8]。
- 2024年3月、20歳未満部員への飲酒強要等の不祥事があり、同野球部監督とコーチ1名が1か月の活動停止処分を受けた。

## 主な出身者

### プロ野球
- 渡辺孝博
- 上田次朗
- 相本和則
- 石井昭男
- 遠藤一彦
- 木下智裕
- 原辰徳
- 青山道雄
- 市川和正
- 津末英明（元東京国際大学硬式野球部コーチ）
- 井辺康二（東海大学硬式野球部コーチ）
- 伊藤寿文
- 高野光
- 内田強
- 長谷川国利（東海大学硬式野球部監督）
- 佐久間浩一
- 渡辺伸治
- 酒井勉
- 佐藤真一
- 荻原満
- 若林弘泰（元東海大菅生高校硬式野球部監督）
- 関根毅
- 安藤学
- 加藤高康
- 大塚晶文
- 佐竹学
- 森中聖雄
- 長坂秀樹（退部）
- 宮下正彦（中退）
- 相川良太
- 稲嶺茂夫
- 岡上和典
- 平野恵一
- 小田嶋正邦
- 小林正人
- 久保裕也
- 鞘師智也
- 大松尚逸
- 西村悟
- 松井宏次
- 加治前竜一
- 市川友也
- 荒波翔
- 小林敦
- 岩﨑恭平
- 伊志嶺翔大
- 菅野智之
- 坂口真規
- 田中広輔
- 赤間謙
- 鈴木昂平
- 中川皓太
- 吉田侑樹
- 渡辺勝
- 丸山泰資
- 田中俊太
- 大城卓三
- 海野隆司
- 伏見寅威
- 山﨑伊織
- 福田真啓
- 吉川雄大
- 亀田啓太
- 奥村光一 ※3年次に退部
- 宮原駿介
- 廣池康志郎

### アマチュア野球
- 内田睦夫（元社会人野球選手、都立高島高校元校長）
- 川端理史（元社会人野球選手）
- 垣野多鶴（元社会人野球選手・監督）
- 森正敏（元社会人野球選手）
- 林裕幸（元社会人野球選手・監督、シドニー五輪日本代表コーチ）
- 筑川利希也（元社会人野球選手）
- 土井善和（元社会人野球選手）
- 林田俊雄（元社会人野球選手、学習院大学硬式野球部元監督）
- 難波貴司（元社会人野球選手、明治学院大学硬式野球部元監督、エイジェック監督）
- 谷口剛（元社会人野球選手）
- 六埜雅司（元社会人野球選手）

### 野球指導者
- 岩井美樹（元東海大学、国際武道大学監督）
- 伊藤栄治（東海大学元監督、体育学部准教授）
- 横井人輝（元東海大菅生高校、東海大学、侍ジャパン大学日本代表監督）
- 安藤強（元Honda、侍ジャパン社会人野球日本代表、東海大学監督、読売ジャイアンツスカウト）
- 井尻陽久（元日本生命監督、アトランタオリンピックコーチ、東海大学監督）
- 穴見寛（東海大学相模高校硬式野球部監督）
- 田倉雅雄（東海大相模高校硬式野球部監督、部長）
- 村中秀人（元東海大相模高校、東海大学付属甲府高等学校硬式野球部監督）
- 門馬敬治（東海大相模高校硬式野球部元監督、創志学園高等学校硬式野球部監督）
- 原田豊（元プロ野球コーチ・日本ハム、スカウト）　※プロ野球選手経験なし
- 大八木治（元東海大甲府高校等監督）
- 正村公弘（亜細亜大学硬式野球部監督）

## 関係者
- 後藤孝志（元臨時コーチ）
- 西郷泰之（元コーチ）